# Tommaso Boggio
Tommaso Boggio   (Valperga, 22 de desembre de 1877 - Torí, 25 de maig de 1963) va ser un matemàtic italià.

## Vida i obra
Boggio va obtenir una beca per estudiar al Collegio delle Province de Torí, sota un tribunal dirigit per Giuseppe Peano. El 1899 es va graduar en matemàtiques pures i es va quedar com a professor ajudant. El 1903 va obtenir l'habilitació docent i va donar classes a la universitat de Pavia fins al 1905 en que va ser nomenat professor de matemàtiques financeres a la universitat de Gènova. El 1908 va ser nomenat professor de la universitat de Messina, però aquest va ser l'any del gran terratrèmol a Sicília i no hi va arribar a anar. El 1909 va obtenir la càtedra de mecànica de la universitat de Torí en la qual va romandre fins a la seva jubilació el 1948.
Boggio va patir notables dificultats familiars: el seu fill gran va emigrar a l'Argentina, la seva filla va morir durant la Segona Guerra Mundial i el seu fill petit va morir amb 46 anys, deixant-lo a càrrec de la seva nora i els seus dos nets.
Boggio és recordat pels seus treballs en càlcul vectorial i homogràfic, desenvolupats conjuntament amb Cesare Burali-Forti. En el seu llibre conjunt Espaces courbes: critique de la relativité (1924) pretenien, segons ells, desemmascarar l'absurd lògic de la relativitat.